# Mike Baumgartner (Eishockeyspieler)
Michael Edward „Mike“ Baumgartner (* 30. Januar 1949 in Roseau, Minnesota) ist ein ehemaliger US-amerikanischer Eishockeyspieler, der im Verlauf seiner aktiven Karriere zwischen 1967 und 1975 unter anderem 17 Spiele für die Kansas City Scouts in der National Hockey League (NHL) auf der Position des Verteidigers bestritten hat. Den Großteil seiner kurzen Profikarriere, die Baumgartner aufgrund einer gravierenden Augenverletzung vorzeitig beenden musste, verbrachte er jedoch in der Central Hockey League (CHL), wo er weitere 235 Partien absolvierte und im Jahr 1972 mit den Dallas Black Hawks den Adams Cup gewann.

## Karriere
Baumgartner wechselte nach dem Besuch der High School im Sommer 1967 an die University of North Dakota. Dort ging er in den folgenden vier Spielzeiten seinem Studium nach und lief parallel dazu für die Eishockeymannschaft, die Fighting Sioux, in der Western Collegiate Hockey Association (WCHA), einer Division im Spielbetrieb der National Collegiate Athletic Association (NCAA), auf. Während dieser Zeit wurde der Verteidiger im NHL Amateur Draft 1969 in der fünften Runde an 60. Position von den Chicago Black Hawks aus der National Hockey League (NHL) ausgewählt. Er verblieb jedoch nach dem Draft noch zwei Jahre an der Universität, fungierte in der Saison 1970/71 als Mannschaftskapitän und schloss sein Studium erfolgreich ab.
Im Sommer 1971 wechselte Baumgartner in den Profibereich und schloss sich der Organisation der Chicago Black Hawks an. Dort kam der Abwehrspieler in den folgenden zwei Jahren aber ausschließlich bei den Dallas Black Hawks, dem Farmteam Chicagos, in der Central Hockey League (CHL) zum Einsatz. Mit der Mannschaft gewann Baumgartner im Frühjahr 1982 den Adams Cup der CHL. Im August 1973 wurde er jedoch im Tausch für Lynn Powis an die Atlanta Flames abgegeben, wo ihm jedoch im Verlauf der Spielzeit 1973/74 auch nicht der Sprung in die NHL gelang und er daher bei den Omaha Knights in der CHL zu Einsatzminuten kam.
Über den NHL Expansion Draft 1974, in den Baumgartner ungeschützt ging und daher von den neu gegründeten Kansas City Scouts ausgewählt wurde, fand der Kanadier nach nur einer Saison erneut einen neuen Arbeitgeber. Bei den Scouts gelang dem Defensivakteur der lang ersehnte Sprung in die NHL. Er bestritt bis Mitte Dezember 1974 insgesamt 17 Spiele für das Team, ehe er durch einen Schlagschuss, der ihn am linken Auge traf, für den Rest der Saison 1974/75 verletzt ausfiel. Zwar versuchte er zu Beginn der Spielzeit 1975/76 noch einmal ein Comeback im Trikot der Springfield Indians aus der American Hockey League (AHL), jedoch stellte sich die Augenverletzung als derart gravierend heraus, dass eine Fortsetzung der Profikarriere nicht möglich war. Der 25-Jährige musste seine aktive Laufbahn daher nach nur einem Einsatz für die Indians vorzeitig beenden.

## Erfolge und Auszeichnungen
- 1972 Adams-Cup-Gewinn mit den Dallas Black Hawks

## Karrierestatistik
(Legende zur Spielerstatistik: Sp oder GP = absolvierte Spiele; T oder G = erzielte Tore; V oder A = erzielte Assists; Pkt oder Pts = erzielte Scorerpunkte; SM oder PIM = erhaltene Strafminuten; +/− = Plus/Minus-Bilanz; PP = erzielte Überzahltore; SH = erzielte Unterzahltore; GW = erzielte Siegtore; 1 Play-downs/Relegation; Kursiv: Statistik nicht vollständig)